# Srgjan Zaharievski
Srgjan Zaharievski (* 12. September 1977 in Kriva Palanka, Jugoslawien) ist ein ehemaliger mazedonischer Fußballspieler und heutiger Trainer.

## Karriere

### Spieler

#### Verein
Srgjan Zaharievski spielte bis 1999 in seiner Heimat beim FK Sileks und gewann dort dreimal die Meisterschaft sowie einmal den nationalen Pokal. Die Saison 1999/2000 verbrachte er dann bei der Reservemannschaft des VfB Stuttgart, wo er nur zu einem Regionalliga-Einsatz kam. Anschließend ging er für sechs Monate zum SC Campomaiorense in die portugiesische Primeira Liga und stand dort in acht Ligaspielen auf dem Feld. Dann kehrte er zurück nach Mazedonien zum FK Vardar und gewann mit dem Hauptstadtverein zwei weitere Meisterschaften. Die folgenden fünf Spielzeiten war er in Griechenland bei Doxa Drama, AS Rodos und Anagennisi Karditsa aktiv. Dann wechselte er zum FK Teteks Tetovo, wo er 2010 erneut Pokalsieger wurde. Die Saison 2011/12 stand er beim FK Metalurg Skopje unter Vertrag und beendete anschließend seine aktive Karriere.

#### Nationalmannschaft
Der Mittelfeldspieler bestritt von 1996 bis 2002 insgesamt 22 Länderspiele für die mazedonische A-Nationalmannschaft und erzielte dabei drei Treffer.

### Trainer
Nach dem Karriereende wurde er 2012 erst Jugend- und anschließend Cheftrainer seines ehemaligen Vereins FK Metalurg Skopje. Dort blieb er bis 2015 und war dann zwei Jahre ohne neuen Verein, ehe ihn 2017 FK Pelister Bitola als Übungsleiter verpflichtete. Dort wurde er allerdings nach vier erfolglosen Monaten wieder entlassen, die Mannschaft stieg am Saisonende trotzdem als Tabellenletzter in die Zweitklassigkeit ab. Seit März 2020 trainiert Zaharievski nun den Erstligisten FC Struga und führte ihn schon ein Jahr später in die 1. Qualifikationsrunde der UEFA Europa Conference League, wo man aber Skonto Riga aus Lettland unterlag.

## Erfolge

### Spieler
- Mazedonischer Meister: 1996, 1997, 1998, 2002, 2003
- Mazedonischer Pokalsieger: 1997, 2010